# Ballera Airport
Ballera Airport är en flygplats i Australien. Den ligger i kommunen Bulloo och delstaten Queensland, omkring 1 100 kilometer väster om delstatshuvudstaden Brisbane.
Trakten runt Ballera Airport är nära nog obefolkad, med mindre än två invånare per kvadratkilometer..
Omgivningarna runt Ballera Airport är i huvudsak ett öppet busklandskap. Genomsnittlig årsnederbörd är 232 millimeter. Den regnigaste månaden är mars, med i genomsnitt 67 mm nederbörd, och den torraste är oktober, med 2 mm nederbörd.